# Béla Macourek
Béla Macourek (né le 4 novembre 1889, date de décès inconnue) est un as austro-hongrois de la Première Guerre mondiale, crédité de cinq victoires aériennes. Il débute la Première Guerre mondiale en tant qu'officier d'artillerie à cheval. Deux années de campagne lui valent une médaille de bronze du mérite militaire. Au milieu de l'année 1916, il se porte volontaire pour devenir observateur aérien. Au cours des deux années suivantes, il deviendra pilote, commandant adjoint, puis commandant, tout en détruisant cinq avions ennemis. Il reçoit la médaille d'argent du mérite militaire et la croix du mérite militaire.
Après la guerre, il sert dans la fonction publique hongroise et change son nom de famille en Maklary. En 1931, il reçoit une médaille d'or pour la bravoure tardive pour ses actions durant la guerre. 